# Ди Ренцо, Гонсало
Гонсало Игнасио Ди Ренцо (исп. Gonzalo Ignacio Di Renzo; род. 30 декабря 1995, Баия-Бланка, Буэнос-Айрес) — аргентинский футболист, нападающий клуба «Лансароте».

## Биография
Гонсало Ди Ренцо начинал заниматься футболом в клубе «Линьерс» из своей родной Баия-Бланки. В 2011 он присоединился к «Ланусу». 15 февраля 2015 года Ди Ренцо дебютировал в аргентинской Примере, выйдя на замену в концовке гостевой игры с «Кильмесом». 7 декабря того же года он забил свой первый гол на высшем уровне, ставший победным в гостевом поединке против «Химнасии и Эсгримы» из Ла-Платы.
Сезон 2016/17 Гонсало Ди Ренцо отыграл на правах аренды за «Атлетико Сармьенто», а вторую половину 2017 года провёл за «Патронато», также будучи в аренде. В начале 2018 года нападающий вернулся в «Ланус».
В январе 2019 года Ди Ренцо отправился в аренду в венесуэльский клуб «Депортиво Лара» на один год с возможностью выкупа.
23 января 2020 года Ди Ренцо был взят в аренду американским клубом «Сан-Антонио» из Чемпионшипа ЮСЛ на сезон 2020. За «Сан-Антонио» дебютировал 7 марта в матче стартового тура сезона против «Реал Монаркс». 25 июля в дерби Южного Техаса против «Рио-Гранде Валли Торос» забил свой первый гол за «Сан-Антонио».
В марте 2021 года Ди Ренцо перешёл по свободному трансферу в буэнос-айресский «Эстудиантес».
В январе 2022 года Ди Ренцо подписал контракт с испанским клубом «Лансароте» из Третьего дивизиона RFEF.